# درقينة
درڤينة (بالأمازيغية: ⴷⴻⵔⴳⵓⵉⵏⴰ)؛ هي بلدية تابعة لولاية بجاية، تقع في الجهة الشرقية للولاية على بعد حوالي 41 كم، بلغ عدد سكانها عام 2008 حوالي 15000 نسمة، مساحتها تقدر بحوالي 82.85 كم2.

## التحديد الجغرافي
تحدها من الشمال بلدية سوق الإثنين، غربا بلدية تاسكريوت، شرقا بلدية تامريجت، جنوبا بلدية واد البارد ولاية سطيف و كذا الجنوب الغربي بلدية خراطة، تقدّر نسبة الجبال فيها بتسع وتسعين بالمئة.

## مواضيع ذات صلة
- بلديات ولاية بجاية
- دوائر ولاية بجاية